# Gyulai Ida
Gyulai Ida (Budapest, Terézváros, 1898. december 25. – Budapest, 1971. április 18.) diplomata.

## Élete
Gyulai (Goldmann) Dávid Lipót (1860–1930) magánhivatalnok, a Czettel-Deutsch és Társa beltagja és Grünwald Klotild (1873–1919) gyermekeként született. Ikertestvére Gyulai Márta (1898–1972) írónő. 1925-ben szakszervezeti tagként a munkásmozgalomhoz csatlakozott, majd idegen nyelvű levelezőként működött. 1945-ben a Magyar Kommunista Párt tagja lett. 1949-től diplomáciai szolgálatot teljesített; a washingtoni, a párizsi, majd a római nagykövetség tanácsosa volt. 1951 januárjában súlyosan megsérült a washingtoni magyar követség épületében, amikor egy férfi több késszúrással megsebesítette. Miután hazatért, a külügyminisztérium ENSZ-osztályának vezetője lett. 1961-től haláláig a Kossuth Kiadó politikai munkatársa volt.
A Farkasréti temetőben helyezték nyugalomra.

## Művei
- John Burdon Sanderson Haldane: Mi az élet?. Ford. (Budapest, Kronos Könyvek, 1937)
- A magyar kérdés tárgyalása az ENSZ-ben (Társadalmi Szemle, 1957, 1.)

## Díjai, elismerései
- Magyar Népköztársasági Érdemrend V. fokozata (1951)[6]
- Munka Érdemrend (1955)[7]
- Szocialista Munkáért (1958)[8]
- Szocialista Hazáért érdemrend